# Hoplolabis bipartita
Hoplolabis bipartita är en tvåvingeart som först beskrevs av Osten Sacken 1877.  Hoplolabis bipartita ingår i släktet Hoplolabis och familjen småharkrankar. Inga underarter finns listade i Catalogue of Life.